# H (映画)
『H ［エイチ］』は2002年公開の韓国映画。韓国では15歳以上観覧可能、日本ではR-15指定作品。

## ストーリー
ごみ捨て場で女子高校生の死体が発見された。高校生は妊娠中だったと思われ腹を裂かれ胎児が引きずり出されていた。そしてバス車内で臨月の妊婦が殺害される事件も発生。1年前ほぼ同様の手口の殺人事件が起きていたがその際の犯人は既に獄中。捜査に進展がないまま第3、第4の事件が発生してしまう。1年前の事件と関係はあるのか、2人の刑事は真相を暴くため1年前の事件の犯人と面会する。

## キャスト
俳優の横のカッコ内はDVD日本語吹替キャスト。
キム・ミヨン - ヨム・ジョンア（田村真紀）
今年起こった一連の猟奇連続殺人事件の担当の女刑事。
カン・テヒョン - チ・ジニ（川島得愛）
ミヨンの相棒の刑事。1年前の事件で婚約者を失っており、犯人に対しては激しい憎しみをもっている。
シン・ヒョン - チョ・スンウ（成田剣）
1年前、6人の女性を猟奇的に殺した連続殺人犯。シンは6人目を殺害後、その死体を持って警察に出頭。犯行の動機は神に背いた女性達を殺すことでこの世界を救えるというもの。現在は死刑囚として刑務所に収監されている。
パク刑事 - ソン・ジル（茶風林）
チュ・ギョンスク - キム・ソンギョン（山像かおり）
キム・ブソン
キム・イングォン

## DVD
ワーナー・ホーム・ビデオより2004年8月27日リリース。